# Ambivalentie
Ambivalentie is een staat van in conflict zijnde emoties die gerelateerd zijn aan hetzelfde object, idee of persoon (bijvoorbeeld, gevoelens van liefde en haat voor iets of iemand). De term wordt ook vaak gebruikt om situaties aan te duiden waar men gemengde gevoelens over heeft, of iets waar een persoon onzeker of besluiteloos over is.
In de psychoanalyse echter, is er een duidelijkere definitie: de term (voor het eerst gebruikt door Eugen Bleuler in 1911) refereert aan de onderliggende emotionele instelling  waar gelijktijdige en tegenstrijdige impulsen (normaal gesproken haat en liefde) ontstaan aan een gemeenschappelijke bron en dus apart te houden moeten zijn. Wanneer de term in psychoanalytische context gebruikt wordt, is het niet normaal te verwachten dat de persoon die zich ambivalent voelt, beide gevoelens op die manier ervaart; behalve in obsessieve neurosen , waar beide gevoelens min of meer evenwichtig bewust worden waargenomen, is het normaal dat een van de gevoelens onderdrukt wordt (bijvoorbeeld het liefdegevoel van iemands vader wordt duidelijk bewust waargenomen, maar het haatgevoel komt alleen duidelijk naar boven tijdens een pyschoanalyse en wordt normaal gesproken krachtig onderdrukt).
Een andere relevante onderscheiding is dat ambivalentie misschien ook wel komt door de imperfecte natuur van het overwogene.